# 豹斑蛇屬
豹斑蛇屬是有鱗目游蛇科下的一個屬。主要分布於北美中部和東部地區。

## 解剖學描述
豹斑蛇屬的蛇幼體軀幹上均有明顯的形狀相似的花紋，但是頭部花紋並不相同。

## 分類學描述
該屬蛇共有9種物種：
- Pantherophis alleghaniensis Holbrook, 1836 東方豹斑蛇 舊稱東方錦蛇
- Pantherophis bairdi Yarrow, 1880 貝爾德豹斑蛇 舊稱班氏錦蛇
- Pantherophis emoryi Baird & Girard, 1853 埃莫里鼠蛇
- Pantherophis gloydi Conant, 1940 東部狐蛇
- Pantherophis guttatus Linnaeus, 1766 玉米蛇
- Pantherophis obsoletus Say, 1823 豹斑蛇
- Pantherophis ramspotti Crother, White, Satage, Eckstut, Graham & Gardner, 2011 西方狐蛇
- Pantherophis slowinskii Burbrink, 2002 斯洛文斯基豹斑蛇 舊稱斯洛文斯基玉米蛇
- Pantherophis spiloides Duméril, Bibron & DumérilL, 1854 斑點豹斑蛇 舊稱灰鼠蛇
- Pantherophis vulpinus Baird & Girard, 1853 狐蛇又名狐狸蛇 舊稱西方狐蛇，之後西方狐蛇這名稱換給了2011發現的新種（Pantherophis ramspotti）